# Laze (Brežice, Slovenija)
Laze je naselje u Općini Brežice u istočnoj Sloveniji. Laze se nalazi u pokrajini Dolenjskoj i statističkoj regiji Donjoposavskoj. 

## Stanovništvo
Prema popisu stanovništva iz 2002. godine Laze su imale 57 stanovnika.

### Etnički sastav
1991. godina:
- Slovenci: 61 (96,8%)
- Hrvati: 2 (3,2%)

## Vanjske poveznice
- Satelitska snimka naselja  Arhivirana inačica izvorne stranice od 29. srpnja 2017. (Wayback Machine)